# 科佐瓦塔
51°53′10″N 24°36′2″E / 51.88611°N 24.60056°E
科佐瓦塔（烏克蘭語：Козовата），是烏克蘭的村落，位於該國西部沃倫州，由科韋利區負責管轄，面積0.63平方公里，海拔高度150米，2001年人口179，人口密度每平方公里286.4人。